# Manoir d'Archelles
Le manoir d'Archelles est une demeure du XVIe siècle qui se dresse sur le territoire de la commune française d'Arques-la-Bataille, dans le département de la  Seine-Maritime, en région Normandie. L'édifice est inscrit au titre des monuments historiques.

## Localisation
Le manoir est situé près d'un ruisseau, en contrebas de la route de Neufchâtel, à Arques-la-Bataille, dans le département français de la Seine-Maritime.

## Historique
Le manoir est construit au XVIe siècle plus précisément dans la seconde moitié du siècle. 
La famille de Rassent émigre pendant la Révolution française.
Il abrite désormais un hôtel-restaurant.

## Description
Le manoir est composé de deux bâtiments se faisant face, de part et d'autre d'une cour cernée de murs. Le corps de logis, situé au fond de la cour, est flanqué sur ses arrières par deux tours cylindriques. Le corps de dépendances, « avant-corps fortifié », qui le précède, flanqué de tourelles d'angle, est percé d'un passage charretier qui était autrefois protégé par un pont-levis.

## Protection
Le manoir est inscrit au titre des monuments historiques par arrêté du 1er juillet 1930.